# میناموتو نو یوشی‌کاتا
میناموتو نو یوشی‌کاتا (به ژاپنی: 源義賢)؛ زمان تولد نامشخص – ۱۴ سپتامبر ۱۱۵۵) دومین پسر میناموتو نو تامه‌یوشی، برادر ناتنی میناموتو نو یوشیتومو، سامورایی از خاندان کاواچی گنجی یک شاخه از خاندان میناموتو در اواخر دوره هی‌آن اهل ژاپن بود. وی پدر میناموتو نو یوشی‌ناکا بود. در سن ۳۰ سالگی در حمله میناموتو نو یوشی‌هیرا در جنگ اوکورا کشته شد. پسر بزرگش به فرزند خواندگی میناموتو نو یوریماسا درآمد و پسر دومش یوشی‌ناکا که در آن زمان دو سال داشت در ولایت شینانو، «روستای کیسو» به ناکاهارا نو کانه‌توئو سپرده شد و توسط وی پرورش یافت. یوشی‌ناکا خاندان کیسو را در بنیانگذاری کرد. نوه وی؛ پسر ارشد میناموتو نو یوشی‌ناکا نیز میناموتو نو یوشی‌تاکا نام داشت.